# Ji Herculis
Ji Herculis o Chi Herculis (χ Her / 1 Herculis / HD 142373) es una estrella en la constelación de Hércules de magnitud aparente +4,62. Se encuentra a 52 años luz de distancia del sistema solar.
Ji Herculis es una enana amarilla de tipo espectral F8Ve. Su temperatura efectiva, 5840 K, es notablemente más baja que lo que cabría esperar para una estrella de su clase espectral, probablemente debido a su bajo contenido en metales.
Su abundancia relativa de hierro es sólo un tercio de la del Sol ([Fe/H] = -0,47), pero otros elementos como aluminio, manganeso y estroncio son aún más escasos.
Entre estos cabe destacar el cobre, cuyo contenido relativo equivale a una décima parte del solar.
Por el contrario, el samario y sobre todo el europio son «sobreabundantes» en relación con el Sol.
Ji Herculis es unas 3 veces más luminosa que el Sol y tiene un diámetro un 70% más grande que el diámetro solar.
Su masa puede ser un 15% mayor que la masa solar, y se piensa que es una estrella vieja con una edad de más de 8000 millones de años.
La amplia evidencia de actividad magnética así como la medida de su velocidad de rotación, 0 km/s, sugiere que Ji Herculis efectivamente gira sobre sí misma pero que su eje debe estar apuntando casi hacia nosotros. No hay evidencia de planetas, difíciles de detectar por variaciones en la velocidad radial si su eje nos apunta, pero tampoco existe evidencia de ningún disco circunestelar análogo al cinturón de asteroides del sistema solar. Su edad, su bajo contenido metálico y su alta velocidad relativa respecto al Sol (80 km/s), sugieren que Ji Herculis es una visitante proveniente de otra parte de la galaxia.